# Offenhausen (Germania)
Offenhausen è un comune tedesco di 1 648 abitanti, situato nel land della Baviera.